# Tolga Zafer Özdemir
Tolga Zafer Özdemir (Ankara, 12 december 1975) is een Turks componist, muziekpedagoog en pianist

## Levensloop
Özdemir groeide op in Anatolië en kon daarom zowel Westerse als Oosterse culturele achtergronden simultaan absorberen. Hij studeerde muziektheorie en piano bij Faris Akarsu aan de Pera Güzel Sanatlar Academy. Tevoren heeft hij economie aan de "Management School" van de Marmara Üniversitesi in Istanboel gestudeerd. In deze tijd werkte hij in diverse muzikale groepen in Istanboel. Vanaf 1999 studeerde hij compositie aan de "MIAM (Dr.Erol Üçer Müzik İleri Araştırmalar Merkezi – Centre for Advanced Studies in Music)" van de İstanbul Teknik Üniversitesi. Tot zijn docenten aldaar behoorden Kamran Ince, Mark Wingate, Fernando Benadon en İlhan Usmanbaş. Hij behaalde hier zijn Master of Music. Özdemir voltooide zijn studies bij John Baur en Kamran Ince aan de "Rudi E. Scheidt School of Music" van de Universiteit van Memphis in Memphis en promoveerde tot Doctor of Musical Arts.
Als pianist concerteerde hij in de Verenigde Staten, Griekenland, Verenigd Koninkrijk, Brazilië, Nieuw-Zeeland, Vietnam en natuurlijk in het eigen land.
Tegenwoordig is hij docent voor compositie en piano aan de muziekafdeling van de Akdeniz Üniversitesi in Antalya. Vanaf 2009 is hij verder docent voor harmonie aan de Bilgi Üniversitesi in Istanboel.
Als componist schreef hij werken voor verschillende genres.

## Composities

### Werken voor orkest
- 2003 Mom! A spider came out of my ear, voor orkest
- 2006 Mesopotamia Suite, voor piano en orkest
- Chimaera Ritual, voor orkest[1]
- Ex oriente lux, voor piano en orkest
- Shades of Mediterranean, zeybeks' day

### Werken voor harmonieorkest
- 2007 Karpathia, concert voor saxofoon en harmonieorkest - première: door Allen Rippe (saxofoon) en het University of Memphis Wind Ensemble tijdens de "National Conference of Wind Association", Nashville 2007.[2]

### Kamermuziek
- 2007 Karadeniz, voor altviool en accordeon
- 2009 Affordable Escape, voor saxofoon, viool, altviool, contrabas en piano

## Media
1. ↑  Chimaera Ritual
2. ↑  Karpathia door Serkan Çagri (klarinet) en "Bursa Deflet Senfoni Orkestrasi" o.l.v. Orhan Şanliel[dode link]

- Gemeinsame Normdatei: 1084614375
- International Standard Name Identifier: 0000 0004 5713 1503
- Library of Congress Control Number: no2018134715
- Virtual International Authority File: 485145858264023022991
- WorldCat: E39PBJtrWrfgpV6cWtXKDvyyBP